# Кабанов Олександр Федорович
Олександр Федорович Кабанов (1899, село Балабаново Волоколамського повіту, Московська губернія — 11 червня 1975, Москва) — радянський державний і партійний діяч, дипломат, голова Кримського облвиконкому. Член Центральної Ревізійної Комісії ВКП(б) у 1939—1952 роках. Депутат Верховної Ради СРСР 1—2-го скликань.

## Біографія
Народився в родині селянина. У серпні 1912 — грудні 1914 р. — учень кравця в селі Шестаково Клинського повіту Московської губернії. У грудні 1914 — березні 1919 р. — пакувальник на Московському хіміко-фармацевтичному заводі товариства «Кьолер і Ко».
Учасник Громадянської війни (з 1919 р.). У березні 1919 — жовтні 1922 р. — червоноармієць 26-го головного загону 5-ї армії РСЧА. У жовтні 1922 — червні 1923 р. — агент охорони Народного комісаріату шляхів сполучення у Москві.
У червні 1923 — вересні 1925 р. — пакувальник на Московському хіміко-фармацевтичному заводі № 12 імені Семашка.
У вересні 1924 році вступив в РКП(б).
У вересні 1925 — травні 1928 р. — секретар осередку ВКП(б) на Московському хіміко-фармацевтичному заводі № 12 імені Семашка. У травні — грудні 1928 р. — секретар осередку ВКП(б) контори тресту «Мосбуд» літер «Р» у Москві. У грудні 1928 — вересні 1929 р. — секретар осередку ВКП(б) Московського м'ясокомбінату.
У вересні 1929 — червні 1934 р. — студент, у червні 1934 — травні 1935 р. — заступник директора з адміністративної частини, а у травні 1935 — листопаді 1937 р. — аспірант Московської сільськогосподарської академії імені К. А. Тімірязєва. Здобув спеціальність агронома-хіміка.
У листопаді 1937 — листопаді 1938 р. — завідувач Сільськогосподарського відділу Сталінградського обласного комітету ВКП(б).
З листопада 1938 по лютий 1939 року — 2-й секретар Сталінградського обласного комітету ВКП(б).
Після того, як указом Президії Верховної Ради СРСР від 4 лютого 1939 року була створена Пензенська область (з частин Тамбовської, Куйбишевській і Саратовської областей), Олександр Кабанов був переведений в цей регіон. З лютого по березень 1939 року він був 1-м секретарем Організаційного бюро ЦК ВКП(б) по Пензенській області, а потім став першим керівником Пензенського обкому і міськкому ВКП(б). Обіймав посаду 1-го секретаря обкому і міськкому до 30 червня 1942 року.
З червня 1942 по травень 1944 р. — заступник народного комісара радгоспів СРСР.
З травня 1944 по червень 1945 р. — голова РНК Кримської АРСР. Після перетворення Кримської АРСР в Кримську область, з червня 1945 року по квітень 1946 рр. — голова виконавчого комітету Кримської обласної ради депутатів трудящих. Керував забезпеченням операції по депортації з Криму кримських татар, організацією транспорту і т. п.
З квітня 1946 по лютий 1947 р. — міністр технічних культур РРФСР.
У квітні 1947 — вересні 1949 р. — заступник головноначальника з цивільних справ Радянської військової адміністрації в Німеччині. У вересні 1949 — лютому 1951 р. — заступник голови Союзної Контрольної Комісії в Німеччині.
У березні 1951 — липні 1953 р. — заступник начальника Головного управління полезахисного лісорозведення при Раді Міністрів СРСР у Москві.
У липні 1953 — травні 1954 р. — на дипломатичній роботі в Албанії: радник Посольства СРСР. У травні — червні 1954 р. — в резерві МЗС СРСР у Москві. У червні 1954 — червні 1955 р. — знову радник Посольства СРСР в Албанії.
У червні 1955 — серпні 1956 р. — головний інспектор з питань добрив, отрутохімікатів і захисту сільськогосподарських культур від шкідників та хвороб — член колегії Міністерства радгоспів СРСР.
У серпні 1956 — січні 1957 р. — радник Міністерства закордонних справ СРСР. У січні 1957 — грудні 1959 р. — радник Посольства СРСР в Народній Республіці Румунії.
З грудня 1959 року — персональний пенсіонер союзного значення у Москві.
Депутат Ради Союзу Верховної Ради СРСР 1-го (від Пензенської області; 1941-1946 та 2-го скликань (від Кримської області; 1946-1950.
Делегат XVIII-го з'їзду ВКП(б) (1939). Член Центральної Ревізійної Комісії ВКП(б) (21.3.1939 — 5.10.1952).

## Нагороди
- Орден Трудового Червоного Прапора;
- Вітчизняної війни I ст.;
- Орден Червоної Зірки;
- Орден «Знак Пошани».